# Instituto de Biomedicina de Valencia
El Instituto de Biomedicina de Valencia (IBV) es un centro propio del Consejo Superior de Investigaciones Científicas (CSIC) dedicado a la investigación biomédica en la Comunidad Valenciana. Inaugurado a finales de 1998, se encuentra ubicado en la antigua sede del Instituto de Agroquímica y Tecnología de Alimentos (IATA). 

Su objeto es la investigación biomédica conectando conocimientos biológicos básicos con los avances médicos en el campo de la salud.

Desarrolla actividad fundamental en las áreas de patología cardiovascular, genética aplicada, estudios metabólicos-nutricionales y endocrinología en áreas como la diabetes, la búsqueda y caracterización de dianas para el desarrollo de nuevos antibióticos, y los estudios sobre regeneración del sistema nervioso. El IBV es también un nodo importante en el estudio de la fisiopatología de las enfermedades raras.

## Departamentos
Los investigadores del IBV desarrollan su actividad en dos Departamentos:

- Departamento de Genómica y Proteómica
- Departamento de Patología y Terapia Molecular y Celular

Además, el centro cuenta con la Unidad Administrativa (Dirección, Gerencia y Servicios Administrativos) y una serie de instalaciones comunes y Servicios Técnicos.

## Sede
C/ Jaime Roig n.º 11.

46010 Valencia. (ESPAÑA) 

Tel. +34 96 339 1760